# 阿部茂兵衛
阿部 茂兵衛（あべ もへえ、1827年9月2日（文政10年7月12日） - 1885年（明治18年）6月23日）は幕末から明治初期の生糸貿易商、開拓事業者。1873年に他の商人らと開成社を設立して初代社長に就任し、安積開拓に貢献した。

## 人物
1827年（文政10年）、二本松藩郡山上町（福島県郡山市中町）の豪商小野屋阿部貞命の三男に生まれた。幼名は虎吉（とらきち）。茂兵衛は通称で、本名は貞行。
兄たちの早世のため、1857年（安政4年）に小野屋の7代目を継ぐ。
1868年（慶応4年）、戊辰戦争の戦火で郡山の町が焼けて多くの財産を失うが、翌1869年（明治2年）に同志と生産会社を設立して生糸の買占めなどを行い、巨利を得る。
1873年（明治6年）4月、福島県典事中條政恒の勧めに従って商人たち25人で「開成社」を設立し、社長に就任。以後、安積開拓に多大な貢献をした。
1885年（明治18年）没。墓は市内の如宝寺内、鈴木信教の墓付近。
死後、1924年（大正13年）に従五位が追贈され、その功績をたたえるため1929年（昭和4年）に三木宗策作の銅像が建立された。その後、銅像は太平洋戦争の際に供出されて一旦失われたが、1953年（昭和28年）11月、三坂耿一郎作で開成山大神宮前に再建された。

## 安積開拓
開成社の設立後は、郡山の町から開拓地までの道（現さくら通り）や灌漑用水地（現五十鈴湖）、開拓事務所としての開成館などを建設した他、開成山大神宮の勧請なども行なった。
この開拓によって、1876年（明治9年）に新しい村「桑野村」（現開成地区）が誕生した。明治天皇は、二度にわたって桑野村を訪れ、これが後の国営事業安積野原野開拓と安積疏水事業へとつながった。
また、これらの他、学校の整備や鉄道誘致にも奔走するなど、財産のほとんどを注ぎ込んで、郡山の発展に尽くしたと伝えられる。